# Рубеш, Мартин
Мартин Рубеш (чеш. Martin Rubeš, род. 16 сентября 1996, Карловы Вары) — чешский фехтовальщик-шпажист, бронзовый призёр летних Олимпийских игр 2024 года, бронзовый призёр чемпионата Европы 2017 года. Участник летних Олимпийских игр 2024 года.

## Биография
В 2017 году в составе чешской команды шпажистов стал обладателем бронзовой медали на чемпионате Европы в Тбилиси.
В 2019 году на летней Универсиаде в Неаполе, в индивидуальных соревнованиях шпажистов стал победителем. В финале одолел соперника из России Дмитрия Гусева.
В июле 2024 года на летних Олимпийских играх в Париже, в командных соревнованиях в составе чешской четвёрки стал бронзовым призёром Игр, в индивидуальных соревнованиях уступил в 1/8 финала итальянцу Давиду де Вероли.